# 许家贵
许家贵（1953年11月—），安徽合肥人，中华人民共和国政治人物。

## 生平
1974年12月加入中国共产党，安徽大学经济系毕业。1982年1月至1991年9月，进入安徽省政府办公厅工作。1991年，在安徽国际经济技术合作公司，历任工程一部副经理，物资储运部经理，总经理助理兼物资储运部经理，国际贸易分公司经理，安徽国际经济技术合作公司副总经理。2000年9月至2003年，担任亳州市副市长。2003年至2007年1月，任亳州市委常委，亳州市常务副市长。2007年1月至2014年10月，担任安徽省徽商集团有限公司董事长、党委书记。2017年11月，因涉嫌严重违纪，接受组织审查。2018年5月，因严重违纪违法被开除党籍。